# Chivres
Chivres ist eine französische Gemeinde mit 275 Einwohnern (Stand 1. Januar 2022) im Département Côte-d’Or in der Region Bourgogne-Franche-Comté (vor 2016 Bourgogne). Sie gehört zum Kanton Brazey-en-Plaine im Arrondissement Beaune.

## Lage
Chivres liegt etwa 38 Kilometer südlich von Dijon an der Saône. Die Gemeinde grenzt im Norden an Labergement-lès-Seurre, im Osten an Trugny, im Osten und Südosten an Mont-lès-Seurre, im Süden an Charnay-lès-Chalon, im Süden und Südwesten an Écuelles sowie im Westen an Palleau.

## Bevölkerungsentwicklung
| Jahr                       | 1962 | 1968 | 1975 | 1982 | 1990 | 1999 | 2006 | 2011 | 2019 |
| -------------------------- | ---- | ---- | ---- | ---- | ---- | ---- | ---- | ---- | ---- |
| Einwohner                  | 270  | 240  | 216  | 224  | 195  | 207  | 237  | 267  | 304  |
| Quellen: Cassini und INSEE |      |      |      |      |      |      |      |      |      |

## Sehenswürdigkeiten

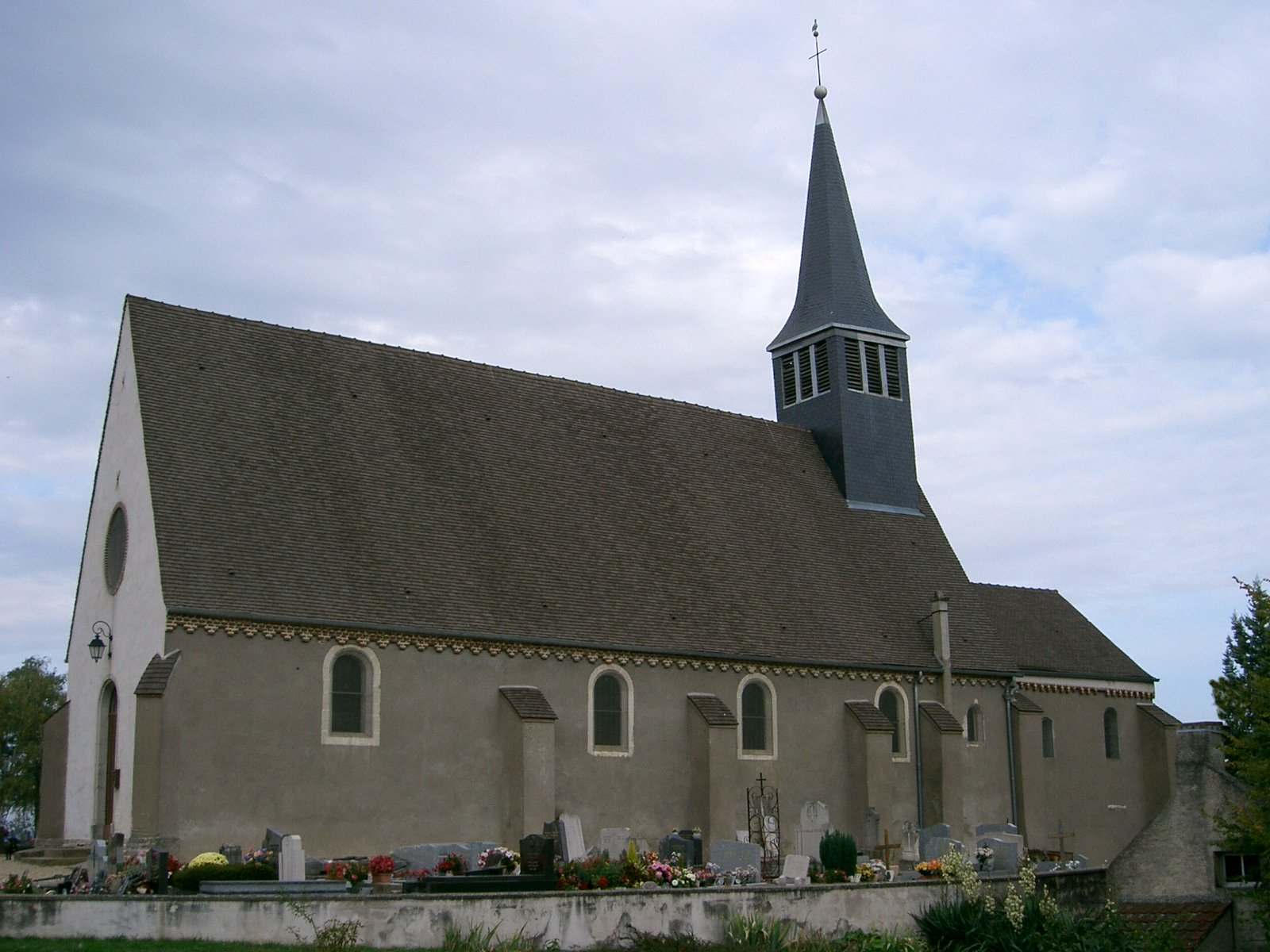
Kirche Saint-Léger

- Kirche Saint-Léger